# Christophe Coin
Pour les articles homonymes, voir Coin.
Christophe Coin, né à Caen le 26 janvier 1958, est un violoncelliste, violiste, chef d'orchestre français, et le fondateur du Quatuor Mosaïques et ancien directeur artistique de l'Ensemble baroque de Limoges.

## Biographie
Christophe Coin obtient en 1974, à l'âge de 16 ans, le premier prix de violoncelle au Conservatoire national supérieur de musique et de danse de Paris, dans la classe d’André Navarra. Il se perfectionne avec Nikolaus Harnoncourt à Vienne et avec Jordi Savall à la Schola Cantorum de Bâle où il enseigne désormais.
Entre 1974 et 1979, il a participé à plusieurs tournées au sein de l'ensemble "Les musiciens du Prince de Conti".
Il joue ensuite au sein du Concentus Musicus de Vienne, puis avec Christopher Hogwood, avec qui il enregistre des sonates en trio de Purcell, des sonates et des concertos de Vivaldi, ainsi que les concertos de Haydn. En 1984, il accompagne Rudolf Noureev pour la création de son solo sur la Troisième Suite pour violoncelle seul de Jean-Sébastien Bach.
La même année, il fonde le Quatuor Mosaïques avec trois musiciens autrichiens, Erich Höbarth, Andrea Bischof et Anita Mitterer, s'engageant dès lors sur la totalité de l'œuvre de chambre de Haydn, Mozart, Schubert et Beethoven. Ce travail approfondi du Quatuor s’étend également à la musique française, telles les œuvres de Hyacinthe et Louis Emmanuel Jadin. Accompagné par Patrick Cohen au pianoforte, le Quatuor Mosaïques a également enregistré des quintettes de Luigi Boccherini.
De 1991 jusqu'en 2013, Christophe Coin dirige l'Ensemble baroque de Limoges avec lequel il explore les musiques des XVIIe et XVIIIe siècles.
Il est invité comme chef ou comme soliste par de grandes formations. Également professeur, Christophe Coin est chargé des cours de violoncelle baroque et de viole de gambe au Conservatoire national supérieur de musique de Paris et à la Schola Cantorum de Bâle.